# Безалкохолна бира
Безалкохолната бира (на английски: Low-alcohol beer, също non-alcoholic beer, NA beer, near beer) е напитка, наподобяваща по външен вид, вкус и аромат традиционната бира, но почти не съдържаща алкохол (допустимото съдържание на алкохол е до 0.5 об %).

## История
Безалкохолната бира започва да се произвежда в различни страни през 1970-те години, поради нарастване броя на автомобилите и зачестилите случаи на пътно транспортни произшествия с участието на пияни водачи. Оттогава производството и търсенето на безалкохолна бира в световен мащаб нараства многократно. Така напр. в Чехия през 2006 г. са изпити 33 млн. литра безалкохолна бира.

## Технология
Технологиите за производство на безалкохолна бира се основават или на намаляване количеството на алкохол в бирата чрез потискане или ограничаване на ферментацията, или чрез отстраняване на алкохола от готовата бира.
За потискане на ферментацията се използват специални дрожди, които не превръщат малтозата в алкохол. Ферментацията се прекъсва на определен етап посредством охлаждане. Получената по този способ безалкохолна бира съдържа по-голямо количество захари и вкусът ѝ обикновено е далеч от този на традиционната бира.
Отстраняването на алкохола е възможно посредством термични способи, използващи ниската точка на кипене на алкохола, като най-често се използват вакуумната дестилация или вакуумното изпаряване. Крайният продукт обаче има „варен“ вкус, тъй като бирата се подлага на въздействието на високи температури.
Друг нов способ е мембранната филтрация, позволяваща отделяне на етиловия спирт и бърза ферментация при ниски температури. Тази технология позволява приготвянето на лека бира с минимално съдържание на алкохол.
Производителите на бира „Bavaria 0 %“, за която се твърди че е напълно безалкохолна, използват друг способ – вместо продукти за ферментация се използва бирен концентрат и ароматизатори.